# Junta de Governo da Bolívia (1943–1944)
A Junta de Governo da Bolívia (em castelhano:  Junta de Gobierno) foi uma junta civil-militar que governou a Bolívia de 20 de dezembro de 1943 a 5 de abril de 1944. Compunha-se de representantes das Forças Armadas através da Loja Militar Razão da Pátria (Razón de Patria; RADEPA) e de membros do Movimento Nacionalista Revolucionário (MNR). O Presidente da Junta era o Coronel Gualberto Villarroel que chegou ao poder depois de um golpe de Estado que derrubou o governo de Enrique Peñaranda. Imediatamente após seu início, a junta enfrentou um bloqueio diplomático dos Estados Unidos, que consideraram o MNR como simpático às potências fascistas da Segunda Guerra Mundial e, como tal, levaria ao restante da América Latina a se recusar a reconhecer o novo regime até que todos os membros do MNR fossem removidos da administração. Após meses de tentativas de negociações e a remoção de vários ministros do gabinete, o governo finalmente cedeu e demitiu todos os membros remanescentes do MNR, dissolvendo a junta e confiando a Villarroel a Presidência provisória da República em 5 de abril de 1944.

## Formação

### Golpe de Estado de 1943
No final de 1942, o governo conservador do presidente Enrique Peñaranda tornou-se cada vez mais impopular. A contínua escalada da oposição acabou resultando no massacre de Catavi, no qual de 19 a 400 mineiros em greve foram baleados pelos militares em 21 de dezembro de 1942. O massacre foi o ponto de ruptura na deterioração das relações entre o governo e a oposição de esquerda liderada pelo Movimento Nacionalista Revolucionário. Em resposta, o MNR alinhou-se com a Loja Militar RADEPA, formada por jovens oficiais de esquerda simpatizantes dos governos militar-socialistas de David Toro e Germán Busch. Quase exatamente um ano após o massacre de Catavi, em 20 de dezembro de 1943, o MNR e a RADEPA lançaram um golpe de Estado que depôs o presidente Peñaranda do cargo.

### Formação
Após o golpe, foi instituída uma junta civil-militar, composta por representantes da RADEPA e do MNR. O líder deste último grupo era Víctor Paz Estenssoro, que atuou como principal representante do MNR na junta por meio de seu cargo de Ministro das Finanças. Enquanto isso, o jornalista Augusto Céspedes atuou como secretário-geral da Junta. Outros militantes do MNR foram nomeados para importantes cargos ministeriais dentro da nova administração. Embora o MNR manteve um papel influente na administração da junta, a presidência ficou sob o controle do coronel Gualberto Villarroel da RADEPA. As pastas do Governo e da Defesa Nacional foram também entregues aos militares da RADEPA Alberto Taborga e José Celestino Pinto.

### Crise diplomática com os Estados Unidos
Uma crise imediata enfrentada pela junta recém-instalada foi a reação dos Estados Unidos ao novo governo. Os Estados Unidos tinham boas relações com Peñaranda, que trouxe o país para a Segunda Guerra Mundial ao lado dos Aliados e prometeu os valiosos recursos de estanho para o esforço de guerra. Embora Paz Estenssoro assegurasse que "o novo governo não altera a posição internacional da Bolívia ao lado das Nações Unidas", o Departamento de Estado imediatamente suspendeu as relações diplomáticas e se recusou a reconhecer a legitimidade da junta.
Os estadunidenses suspeitaram que o MNR tinha simpatias fascistas, com o embaixador Pierre de Lagarde Boal relatando que acreditava ser provável que o MNR tivesse recebido apoio militar e financeiro de empresas alemãs e japonesas em La Paz, bem como da Argentina. Em 10 de janeiro, o secretário de Estado Cordell Hull emitiu um memorando para as outras repúblicas latino-americanas descrevendo o MNR como um "partido político pró-fascista" e a RADEPA como um grupo de "jovens oficiais do exército [...] sob influência nazista". Relatou ainda que "os membros da Junta recebem apoio financeiro de fontes pró-nazistas. [...] Três milhões de bolivianos foram obtidos de fontes alemãs e argentinas para a revolta." Assim, em 28 de janeiro de 1944, todos os 19 governos (exceto a Argentina) que participaram das consultas sobre o novo regime se recusaram a reconhecer a junta.

## Dissolução
Os estadunidenses mantiveram forte pressão diplomática e econômica sobre a junta pelo resto de sua existência. A embaixada dos Estados Unidos recusou todos os vistos emitidos pelo novo governo, os programas de assistência técnica foram suspensos e os documentos para importações bolivianas não foram processados. Em uma tentativa de aplacar o governo dos Estados Unidos, o presidente Villarroel demitiu três membros da junta em 11 de fevereiro; o Ministro do Governo Alberto Taborga, bem como dois altos funcionários do MNR, o Secretário-Geral Augusto Céspedes e o Ministro da Agricultura Carlos Montenegro. Eles foram substituídos por Alfredo Pacheco, Wálter Guevara e Rafael Otazo. Apesar disso, os Estados Unidos afirmaram em 17 de fevereiro que "não é sentido que essas mudanças tenham alterado materialmente o caráter da Junta".
Finalmente, em 5 de abril de 1944, a junta cedeu à pressão dos Estados Unidos. Os últimos ministros do MNR; o secretário-geral Guevara, o ministro da Agricultura Otazo e o ministro das Finanças, Paz Estenssoro, foram demitidos. Por meio do Decreto de Lei nº 0.084, a Junta então se dissolveu e nomeou Gualberto Villarroel como Presidente da República provisório sob o pretexto de que a "convocação de eleições para a formação dos Poderes Legislativo e Executivo deu início ao processo de Constitucionalização do país."

## Nota
- Este artigo foi inicialmente traduzido, total ou parcialmente, do artigo da Wikipédia em inglês cujo título é «Government Junta of Bolivia (1943–1944)».